# Bart Deelkens
Bart Deelkens (Hasselt, 25 april 1978) is een voormalige Belgische doelman.

## Carrière
Deelkens begon zijn jeugdcarrière bij Herk Sport, waar hij doorgroeide tot het eerste elftal. In 1998 pikte eersteklasser KVC Westerlo hem daar op. Bij die club kwam hij vanaf 2000 regelmatig in het team. Na drie seizoenen kwam hij echter minder aan spelen toe, waarop hij in de zomer van 2005 besloot Westerlo te verlaten. Hij koos voor het Nederlandse MVV. Hier kwam hij echter eveneens nauwelijks aan spelen toe en kwam hij tot aan de winterstop van dat seizoen vijfmaal in actie. Tijdens diezelfde winterstop maakte hij de overstap terug naar België en tekende hij een contract bij Sint-Truiden VV.
Na dat seizoen verkaste Deelkens naar degradant KSK Beveren
In 2008 keerde Deelkens terug naar KVC Westerlo. Daar stond hij in de schaduw van Yves De Winter en later Michaël Cordier. In 2013 verliet hij Westerlo een tweede keer, ditmaal voor KFC Oosterzonen Oosterwijk. Toen hij daar in 2016 naast een contractverlenging Oosterzonen greep, verhuisde hij naar KFC Houtvenne. In april 2018 stopte hij op veertigjarige leeftijd met voetballen.

## Statistieken
| seizoen | club                       | land      | competitie         | wed. | goals |
| ------- | -------------------------- | --------- | ------------------ | ---- | ----- |
| 1997/98 | Herk Sport                 | België    | Bevordering        | 0    | 0     |
| 1998/99 | KVC Westerlo               | België    | Eerste Klasse      | 0    | 0     |
| 1999/00 | KVC Westerlo               | België    | Eerste Klasse      | 3    | 0     |
| 2000/01 | KVC Westerlo               | België    | Eerste Klasse      | 28   | 0     |
| 2001/02 | KVC Westerlo               | België    | Eerste Klasse      | 31   | 0     |
| 2002/03 | KVC Westerlo               | België    | Eerste Klasse      | 24   | 0     |
| 2003/04 | KVC Westerlo               | België    | Eerste Klasse      | 9    | 0     |
| 2004/05 | KVC Westerlo               | België    | Eerste Klasse      | 16   | 0     |
| 2005/06 | MVV                        | Nederland | Jupiler League     | 5    | 0     |
| 2005/06 | Sint-Truiden VV            | België    | Eerste Klasse      | 15   | 0     |
| 2006/07 | Sint-Truiden VV            | België    | Exqi League        | 20   | 0     |
| 2007/08 | KSK Beveren                | België    | Exqi League        | 35   | 0     |
| 2008/09 | KVC Westerlo               | België    | Eerste Klasse      | 2    | 0     |
| 2009/10 | KVC Westerlo               | België    | Jupiler Pro League | 0    | 0     |
| 2009/10 | KVC Westerlo               | België    | Play-Off II A      | 5    | 0     |
| 2010/11 | KVC Westerlo               | België    | Jupiler League     | 6    | 0     |
| 2010/11 | KVC Westerlo               | België    | Play-Off II A      | 5    | 0     |
| 2011/12 | KVC Westerlo               | België    | Eerste Klasse      | 16   | 0     |
| 2012/13 | KVC Westerlo               | België    | Tweede Klasse      | 8    | 2     |
| 2013/14 | KFC Oosterzonen Oosterwijk | België    | Vierde klasse C    | 34   | 0     |
| 2014/15 | KFC Oosterzonen Oosterwijk | België    | Derde klasse B     | 3    | 0     |
|         |                            |           | Totaal             | 265  | 2     |